# Стюарт, Брианна
Брианна Маккензи Стюарт (англ. Breanna Mackenzie Stewart; род. 27 августа 1994 года, Сиракьюс, Нью-Йорк, США) — американская профессиональная баскетболистка, выступающая в женской НБА за команду «Нью-Йорк Либерти». Четыре сезона подряд выигрывала чемпионат Национальной ассоциации студенческого спорта в составе команды «Коннектикут Хаскис», причём постоянно признавалась самым выдающимся игроком этого баскетбольного турнира (с 2013 по 2016), тем самым установив уникальный результат, который пока никто не показывал как в мужском, так и в женском студенческом баскетболе. В 2014 году выиграла приз Джеймса Нейсмита, а в 2015 и 2016 годах кроме него становилась лауреатом Маргарет Уэйд Трофи и награды Джона Вудена, став обладательницей всех самых главных призов женского студенческого баскетбола в отдельно взятом сезоне.
В составе национальной сборной США выиграла Олимпийские игры 2016 года в Рио-де-Жанейро, 2020 года в Токио и 2024 года в Париже, а также чемпионаты мира 2014 года в Турции, 2018 года в Испании и 2022 года в Австралии.

## Ранние годы
Брианна Стюарт родилась 27 августа 1994 года в городе Сиракьюс (штат Нью-Йорк) в семье Брайана и Хизер Стюарт. Брианна начала играть в баскетбол в раннем возрасте, а в пятом классе решила постепенно совершенствовать свою игру. Она всегда была высокой для своего возраста, поэтому зачастую тренеры использовали её в игре под кольцом. Однако, её отец считал, что в дальнейшем ей обязательно поможет, если она овладеет мастерством владения мячом и научится точно бросать с периметра. Поэтому она начала повседневно заниматься дриблингом вокруг защитной преграды, надев наушники, выполняя достаточно большое количество петлеобразных движений. Эти упражнения Стюарт продолжала выполнять почти каждый день, постепенно улучшая своё мастерство, постоянно манипулируя мячом за спиной и между ногами. Даже после поступления в университет она не забросила повседневные занятия, а продолжала упражняться, когда находилась дома.

## Школьная карьера
Брианна Стюарт посещала среднюю школу Сисеро-Северный Сиракьюс (C-NS) в городке Сисеро (штат Нью-Йорк), где играла под руководством главного тренера Эрика Смита. От товарищей по команде Брианна получила прозвище «Бин» из-за большого размаха рук (6-10). Стюарт начала играть за команду старшей школы "North Stars" («Северные звёзды») ещё в восьмом классе, в большинстве игр она выходила на баскетбольную площадку в стартовой пятёрке, а её статистика составляла девять очков, почти девять подборов и семь блок-шотов в среднем за игру. Уже в первом классе старшей школы она почти вдвое увеличила свою результативность, набирая по 17 очков в среднем за игру, а по итогам года «Северные звёзды» установили школьный рекорд, одержав 21 победу при 3 поражениях, дойдя до регионального финала.
Во втором классе старшей школы Стюарт стала постоянным игроком стартовой пятёрки, повысив результативность до 22 очков в среднем за игру, а «Северные звёзды» одержали 18 побед при 4 поражениях. В третьем классе она помогла привести свою команду к чемпионскому титулу штата, обновив школьный рекорд (22—3), набирая по 24 очка и 15 подборов в среднем за игру, во время которого заявила, что будет учиться в Коннектикутском университете. На следующий день после своего заявления в победной игре против команды средней школы Балдуинсвилл (64—28) она сделала первый в своей карьере данк. В последнем классе старшей школы, 31 января 2012 года, Стюарт достигла важной вехи в свой карьере, набрав 2000-е очко в победной, 31-й в сезоне, игре (92—39) против команды средней школы Оберн. Всего за школьную карьеру в пяти сезонах она набрала 2367 очков, 1389 подборов, 337 передач, 325 перехватов и 634 блок-шотов в 119 играх. На протяжении последних четырёх сезонов в составе «Северных звёзд» она одержала 84 победы при 13 поражениях (86,6 % побед), включая победу в чемпионате штата.
В 2012 году Стюарт была выбрана в команду McDonald's All-American, в которую входят двадцать четыре лучших баскетболистки школ США и Канады. Выбранные игроки объединяются в две команды, которые принимают участие в ежегодной игре McDonald's All-American, проходившей в этом году в Чикаго. В том же году она была выбрана женской баскетбольной ассоциацией тренеров (WBCA) во всеамериканскую школьную команду. Кроме того WBCA включила её в двадцатку лучших игроков страны WBCA All-Americans, имеющих право играть в матче всёх звёзд школьных команд, в котором Брианна набрала десять очков. Некоммерческая организация Atlanta Tipoff Club в том же году вручила ей премию Нейсмита лучшему игроку года среди старшеклассниц. В марте 2012 года на красочной церемонии Тамика Кэтчингс презентовала Стюарт приз Gatorade лучшей баскетболистке года среди старшеклассниц. Помимо этого Брианна являлась одной из шести финалисток премии Gatorade лучшей спортсменке года среди старшеклассниц, выиграв в итоге и этот приз, а также была признана баскетболисткой года по версии USA Today.
В 2011 году «Северные звёзды» принимали участие в турнире чемпионов, ежегодном, начиная с 1997 года, соревновании для демонстрации лучших баскетбольных команд старшеклассниц. В 2011 году в этом турнире, проходившем в Финиксе (штат Аризона), участвовало 96 лучших баскетбольных команд страны. «Северные звёзды» попали в дивизион Смита, где столкнулись с командой средней школы Болингбрук (штат Иллинойс), которая на сегодня считается лучшей школьной командой по версии USA Today. Несмотря на то, что "North Stars" уступали в рейтинге своему сопернику около 30 очков и считались аутсайдерами, Стюарт, набрав 15 очков, помогла своей команде в первом раунде выиграть у фаворита со счётом 43—40. В четвертьфинале Брианна, набрав 29 очков и 19 подборов, помогла своей команде обыграть команду средней школы Доктор Филлипс из Орландо (штат Флорида) (48—28), занимающей в рейтинге 22-е место. В полуфинальном матче «Северные звёзды» столкнулись с командой средней школы Сент-Мэрис, занимающей в рейтинге страны 2-е место. Стюарт набрала 33 очка и 16 подборов, но этого оказалось недостаточно, чтобы преодолеть сопротивление потенциального чемпиона турнира, и хотя её команда проиграла ту игру (55—63), Брианна Стюарт благодаря своей результативности была признана самый выдающимся игроком турнира.

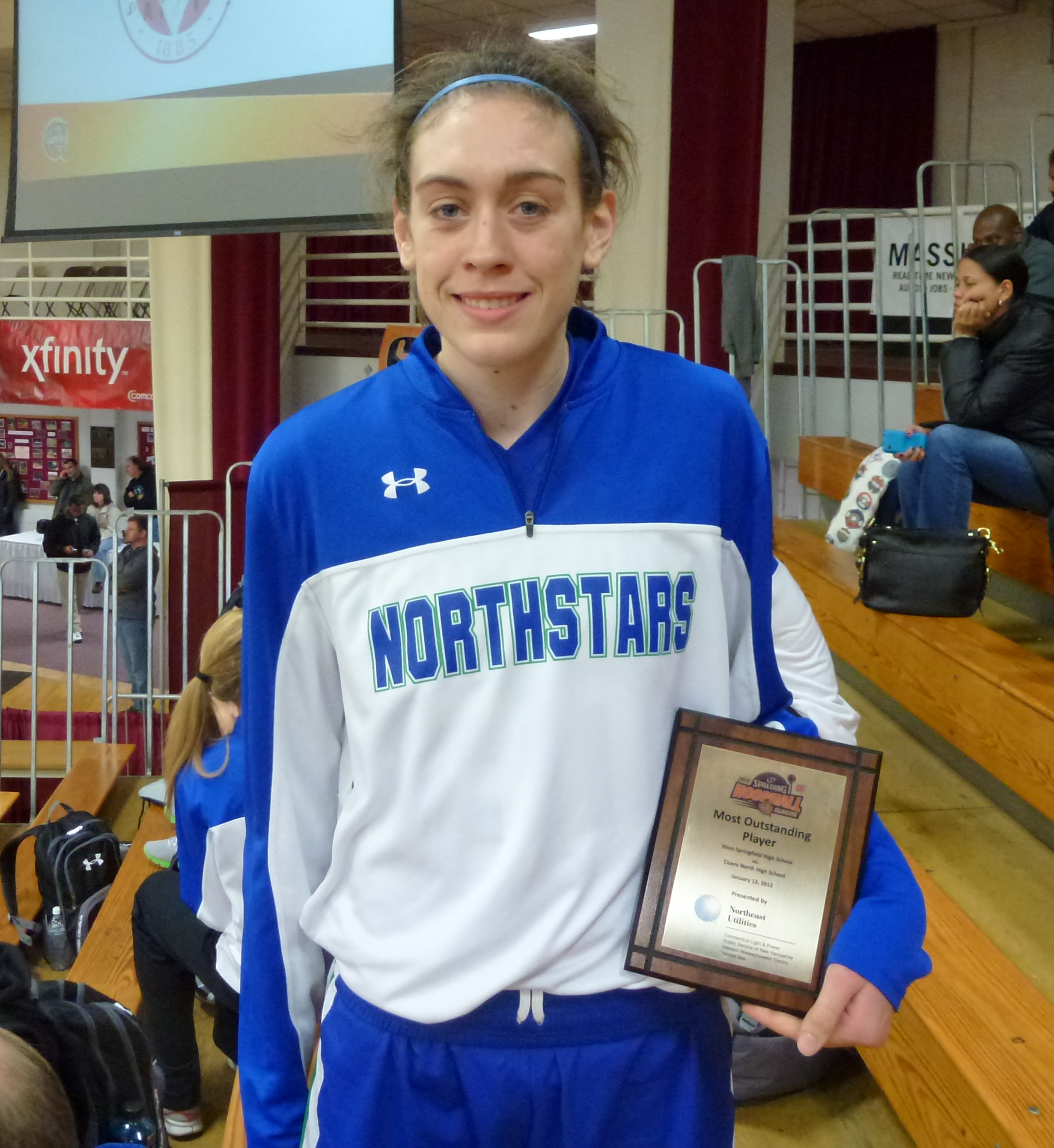
Брианна Стюарт в форме "North Stars" позирует с призом MOP турнира Hoophall Classic 2012

В 2012 году "North Stars" были приглашены в Спрингфилд (штат Массачусетс) на ежегодный турнир Hoophall Classic, в котором, как правило, участвуют лучшие школьные команды страны. В решающем матче их противником была не имеющая национального рейтинга местная команда Уэст Спрингфилд, которая отлично провела начальный отрезок встречи, поведя 8—0. Но в итоге «Северные звёзды» разгромили Уэст Спрингфилд со счётом 60—20, Стюарт же в одиночку забила больше очков, чем вся команда соперника вместе взятая, набрав 22 очка, 18 подборов и 7 блок-шотов, несмотря на то, что вышла из игры в третьей четверти и больше в неё не возвращалась. За свою отличную результативность она получила приз самому выдающемуся игроку турнира.

## Студенческая карьера
Брианна Стюарт была завербована многими студенческими командами, но после посещения Коннектикутского университета сказала тренерскому штабу «Коннектикут Хаскис», что хотела бы выступать именно в этой команде. Уже на первом курсе Стюарт начала доказывать свою квалификацию, забив как минимум по 20 очков в трёх стартовых играх из четырёх. В первых 10 играх она набрала в общей сложности 169 очков, став лучшим новичком за всю историю «Коннектикут Хаскис». Затем её показатели уменьшились, средняя результативность упала ниже 10 очков за последние 18 игр регулярного чемпионата. В марте она начала дополнительные утренние занятия с помощником Джино Ориммы Крисом Дэйли, сосредоточившись на бросковых упражнениях и перемещению по площадке. Она вернула свои прежние показатели на турнире конференции Big East, в котором набрала 51 очко, повторив результат Дайаны Таурази в дебютном сезоне. Брианна продолжила демонстрировать высокие показатели и на турнире NCAA. Стюарт не играла в первом раунде из-за травмы икроножной мышцы, однако в последних пяти матчах набрала 105 очков, а по его итогам была признана самым выдающимся игроком турнира, став первой первокурсницей, выигравшей эту награду с 1987 года.
Стюарт продолжила успешно выступать и на втором курсе. Тренерский штаб заметил, что у неё в отличие от первого курса выросла потребность в мяче. По итогам сезона 2013/2014 годов Брианна была признана баскетболисткой года по версии Associated Press, став только третьей второкурсницей в истории NCAA, выигравшей эту награду. Два других победителя в данной номинации стали игроки «Коннектикут Хаскис» Майя Мур и «Оклахома Сунерс» Кортни Пэрис. Стюарт принимала участие во всех 40 играх сезона, став лидером команды по очкам (19,4) и блок-шотам (2,8) в среднем за игру и второй по подборам (8,1), помимо этого она стала четвёртой по реализации (49,7 %) и третьей по количеству забитых бросков с игры (291) в отдельно взятом сезоне за всю историю «Хаскис».
Брианна Стюарт установила новый рекорд команды по количеству забитых штрафных бросков (147) и по количеству попыток с точки (190), став одной из четырёх «Лаек», сделавшей не менее 100 передач за сезон, в сезоне 2013/2014 годов она выполнила 122 передачи и допустила 67 потерь против 35 передач и 54 потерь во время дебютного сезона. 11 января 2014 года Стюарт забила рекордные в студенческой карьере 37 очков в победной игре против «Темпль Аулс» (93—56), выйдя на восьмое место за всю историю «Хаскис» по количеству набранных очков в отдельно взятой игре. Она установила несколько рекордов образованной в межсезонье конференции American Athletic, забив не менее 31 очка в двух играх подряд, набрав не менее 20 баллов в 21 матче, а её средняя результативность составила 21,3 очка и 7,0 подбора за игру. В турнире конференции American Athletic Стюарт набирала в среднем за игру по 18,0 очка, реализовав 48,8 % бросков с игры. Помимо этого Брианна второй год подряд была признана самым выдающимся игроком турнира NCAA, набирая за шесть игр по 22 очка в среднем за матч и сделав в сумме 17 блок-шотов.

## Профессиональная карьера
В 2016 году Стюарт выставила свою кандидатуру на драфт ВНБА, на котором была выбрана под первым номером клубом «Сиэтл Шторм». Уже в своём дебютном сезоне стала лучшим по результативности игроком своей команды, набирая в среднем за игру по 18,3 очка, 9,3 подбора и 3,4 передачи, за что по его итогам была признана новичком года практически единогласно, против неё проголосовал всего один журналист из 39 и включена в сборную новичков лиги.

## Выступления за национальную сборную
Под знамёна национальной сборной США Стюарт была призвана в возрасте четырнадцати лет, приняв участие в чемпионате Америки по баскетболу среди юниорок до 16 лет, став самым молодым членом команды, остальным игрокам было по пятнадцать или шестнадцать лет. Изначально её родители отклонили приглашение тренерского штаба присоединиться их дочери к команде, их волновало то, что ей придётся пропустить достаточно много занятий в школе. Но Майк Флинн, владелец известной любительской команды, уговорил Брайана и Хизер, что это приглашение большая честь для неё, после чего они согласились. В четырнадцать лет её рост уже составлял 190 см, как у Kайи Стоукс и Элизабет Уильямс. Несмотря на то, что Брианна была самой младшей в команде, во всех пяти матчах она выходила на площадку в стартовой пятёрке, набирая по 10 очков в среднем за игру, и стала лидером команды по блок-шотам, превзойдя Элизабет Уильямс. Она помогла сборной США выиграть золотые медали первого чемпионата Америки 2009 года (U-16), проходившего в Мехико, а эта победа обеспечила ей автоматическое попадание на чемпионат мира 2010 года (U-17), состоявшегося в Родезе и Тулузе.
В следующем году Брианна продолжила играть за сборную США на чемпионате мира по баскетболу среди юниорок до 17 лет во Франции и повторно во всех матчах турнира выходила на площадку в стартовой пятёрке. В первой же игре против хозяек мундиаля она стала лучшим бомбардиром команды, забив 13 очков, а в финале предварительного раунда против команды Японии вообще затмила всех, набрав 30 очков. В восьми матчах турнира её средняя результативность составила 12,8 очка за игру, став второй после Элизабет Уильямс с результатом 13,5 очка за игру, кроме того, сделав 18 блок-шотов, Стюарт стала лидером команды по этому показателю, тем самым помогла сборной США выиграть все восемь матчей и завоевать золотые медали чемпионата мира.

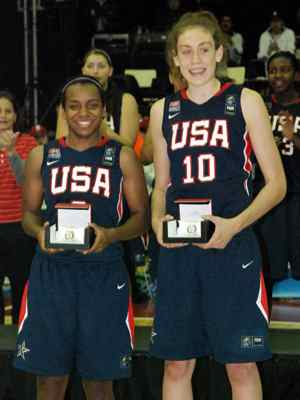
Американки Ариэль Мэссенгейл и Брианна Стюарт, члены сборной всех звёзд ЧМ в Чили, 31 июля 2011 года

В 2010 году юниорская сборная США до 18 лет одержала победу на чемпионате Америки по баскетболу, автоматически заработав приглашение на чемпионат мира 2011 года среди юниорок до 19 лет, проходившем в Пуэрто-Монте, в состав которой вновь была включена Стюарт. Несмотря на то, что Брианна была одной из самых молодых игроков команды, она стала самым результативным игроком сборной, набирая по 11,2 очка в среднем за игру, а также её лидером по подборам и блок-шотам. Вместе с Ариэль Мэссенгейл она была включена в символическую сборную всех звёзд чемпионата мира.
В том же году Брианна Стюарт была включена в состав сборной США на Панамериканские игры в Гвадалахаре, в которую обычно выбирают лучших игроков студенческих команд в отличие от других национальных сборных, ряды которых в основном состоят из профессиональных игроков. Брианна была в сборной единственным игроком, представляющим среднюю школу, став только второй старшеклассницей в истории звёзднополосатых, включённой в состав команды на Панамериканские игры, первой в далёком 1975 году на играх в Мехико была Нэнси Либерман. В Гвадалахаре американки финишировали на седьмом месте и впервые в своей истории не смогли завоевать медаль. Стюарт была на три-четыре года младше остальных членов команды, однако по-прежнему стала самым результативным её игроком, набирая по 15,4 очка в среднем за игру. Кроме того она также стала лидером сборной по подборам и блок-шотам, а также была включена в сборную всех звёзд баскетбольного турнира. За свои заслуги в 2011 году Брианна была признана спортсменкой года по версии федерации баскетбола США.
В августе 2012 году Брианна Стюарт была включена в состав сборной США на чемпионат Америки 2012 года среди юниорок до 18 лет в Пуэрто-Рико, где она бок о бок выступала со своими будущими партнёршами по «Коннектикут Хаскис» Морган Так и Морайей Джефферсон. Брианна была самой младшей в команде, состоящей только из старшеклассниц, но единственной с большим международным опытом. Американки очень легко прошлись по сетке турнира, выиграв свои первые четыре игры с преимуществом в 40 очков и более, в финале которого встретились с командой Бразилии. Бразильянки сильно провели начало встречи, выиграв первую четверть с двухзначным превосходством, в то время как их соперницы набрали всего 7 очков. Однако уже во втором отрезке матча звёзднополосатые спохватились, забив минимум по 21 баллу в течение следующих трёх четвертей и заслуженно победили со счётом 71—47, тем самым выиграв золотые медали, а Стюарт была признана самым ценным игроком турнира.
В июле 2013 года Брианна уже вместе со своими партнёршами по «Хаскис» Джефферсон и Так получила приглашение под знамёна национальной сборной США на чемпионат мира среди юниорок до 19 лет, проходивший в Клайпеде и Паневежисе. Стюарт ожидаемо стала лучшей в команде, набрав 152 очка, по 16,9 в среднем за игру, чем помогла звёзднополосатым одержать победы во всех девяти играх турнира. Американки заслуженно завоевали золотые медали мундиаля, переиграв в финальном матче француженок, а Стюарт была признана самым ценным игроком и включена в сборную всех звёзд чемпионата, установив рекорд сборной США по количеству набранных очков на турнире. Кроме того она стала одной из трёх сборниц, сыгравших на двух подряд чемпионатах мира среди юниорок до 19 лет. В конце года она во второй раз была названа федерацией баскетбола США спортсменкой года. До неё только пять баскетболисток выигрывали эту награду более одного раза, Лиза Лесли, Тереза Эдвардс, Шерил Миллер, Даун Стэйли и Дайана Таурази, но ни одна из них не достигала таких вершин в столь юном возрасте.
В 2014 году Брианна Стюарт была включена уже в состав взрослой сборной США на чемпионат мира в Турции, на котором американки традиционно выиграли золото. В решающем матче подопечные Джино Ориммы встречались с испанками, легко выиграв первую половину встречи с преимуществом в 19 очков. Во второй половине соперницы отчаянно сопротивлялись, но всё, чего им удалось достичь, так это выиграть четвёртую четверть с перевесом в 6 очков и немного сократить разницу в счёте, проиграв с достойным результатом (64—77).

## Личная жизнь
В мае 2021 года обручилась с испанской баскетболисткой Мартой Саргай. 9 августа 2021 года у пары родилась дочь, которую назвали Руби Мэй Стюарт Саргай, с помощью суррогатного материнства.